# بلومن‌دال ان‌زی
بلومن‌دال اّن‌زِی (به هلندی: Bloemendaal aan Zee) یک منطقهٔ مسکونی در هلند است که در بلومن‌دال واقع شده‌است.